# Inês da Borgonha
Inês da Borgonha (em francês: Agnes de Bourgogne; 1407 - Castelo de Moulins, 1 de dezembro de 1476) foi a mais nova dos oito filhos do duque João, o Destemido, da Borgonha e de Margarida da Baviera.
Em 17 de setembro de 1425, em Autun, casou com Carlos I, duque de Bourbon, seis anos mais velho. Eles tiveram dez filhos, três dos quais se sucederam como duques de Bourbon:
- João (1427-1488), duque de Bourbon;
- Maria (1428-1448), casada com João de Anjou;
- Filipe (1430-1440);
- Carlos (1433-1488), arcebispo de Lião, cardeal e duque de Bourbon;
- Isabel (1435-1465), casada com Carlos, o Temerário;
- Catarina (1436-1469), casada com Adolfo de Egmond;
- Luís (1437-1482), bispo de Liège;
- Margarida (1438-1483), casada com Filipe, o Sem-Terra, conde de Bresse;
- Pedro (1438-1503), duque de Bourbon;
- Jaques (1445-1468);
- Joana (1442 - 1493), casada com João II de Chalon, Príncipe de Orange.

Inês faleceu aos 69 anos no Castelo de Moulins.